# Вихарев, Николай Павлович
Николай Павлович Вихарев (6 августа 1951 — 8 декабря 2020) — советский футболист (защитник, нападающий). Мастер спорта СССР.
Воспитанник ярославского футбола. В первенстве СССР выступал в первой (1971, 1976—1983) и второй (1970, 1972—1976) лигах за «Шинник» Ярославль (1970—1971, 1976—1983) и «Спартак» Кострома (1972—1976).
Участник Спартакиады народов СССР в 1979 году в составе сборной РСФСР (4 место).
Тренер в команде второй лиги «Сатурн» Андропов/Рыбинск (1988—1989).
Работал в спорткомитете Ярославля. С 1 июня 2005 — директор по развитию детско-юношеского футбола ФК «Шинник». Заместитель директора стадиона «Шинник».